# 2ЭС8
2ЭС8 / 3ЭС8 «Малахит» (2 или 3 — количество секций, Э — электровоз, С — секционный, 8 — номер модели) — двух- и трёхсекционные магистральные грузовые электровозы постоянного тока напряжением 3 кВ с четырёхосными секциями, выпускаемые заводом «Уральские локомотивы» (Верхняя Пышма). Локомотив создан на базе выпускаемого с 2006 года электровоза 2ЭС6 и первоначально имел обозначение 2ЭС6А, однако позже получил самостоятельную серию. От предшественника он отличается прежде всего асинхронным тяговым приводом с двигателями и преобразователями российского производства, а также новой конструкцией кузова и кабины машиниста и новой интеллектуальной системой управления. По состоянию на декабрь 2024 года построено три трёхсекционных электровоза 3ЭС8 и два двухсекционных электровоза 2ЭС8..

## История создания и выпуска

#### Проектирование
В начале 2020 года Группа Синара начала разработку проекта грузового двухсекционного электровоза 2ЭС6А с асинхронными электродвигателями. За основу его конструкции был взят электровоз 2ЭС6 с коллекторными электродвигателями, который серийно выпускался заводом «Уральские локомотивы» и к тому моменту был произведён в количестве 1000 машин. Наряду с 2ЭС6, завод уже выпускал с начала 2010-х годов электровозы серий 2ЭС10 постоянного тока и 2ЭС7 переменного тока с более мощным и надёжным асинхронным приводом, однако значительная часть их электрооборудования поставлялась немецкой компанией Siemens, что влекло высокую стоимость их производства и риски срыва поставок комплектующих в случае изменения валютного курса или ввода санкций, поэтому идея создания электровоза из российских комплектующих появилась ещё в 2015 году. Кроме этого, в 2019 году РЖД утвердило новые технические требования на грузовые локомотивы по безопасности, габаритам, тяговым характеристикам и цифровизации, и этим требованиям должны были соответствовать все будущие серии локомотивов. Целью разработки новой модификации 2ЭС6А было создание локомотива с асинхронным приводом на основе российских комплектующих, который в будущем мог бы стать основой для новой перспективной линейки грузовых электровозов и при этом соответствовал всем актуальным требованиям.
В феврале 2020 года входящее в состав Группы Синара ООО «Тяговые компоненты» заключило долгосрочный договор с челябинским заводом АО «Русские электрические двигатели» (РЭД) о совместном проектировании и серийном производстве асинхронных тяговых электродвигателей (ТЭД) мощностью до 1400 кВт для будущих электровозов Группы Синара. Летом 2020 года были изготовлены новые двигатели АТД1000 с номинальной длительной мощностью 1000 кВт для электровоза 2ЭС6А, которые были отправлены на стендовые испытания.
Осенью 2020 года завод «Уральские локомотивы» представил проект будущего электровоза, в котором наряду с компоновкой оборудования была переработана конструкция кузова и разработана новая форма кабины машиниста с противоударной крэш-системой. В процессе разработки новой формы кабины специалистами были смоделированы сценарии столкновений, по результатам которых была подтверждена эффективность системы пассивной безопасности. В ноябре завод заключил соглашение с ОАО «Российские железные дороги» (РЖД) о сотрудничестве по производству, испытаниям, поставкам и сервисному обслуживанию будущих электровозов серии. 

#### Производство

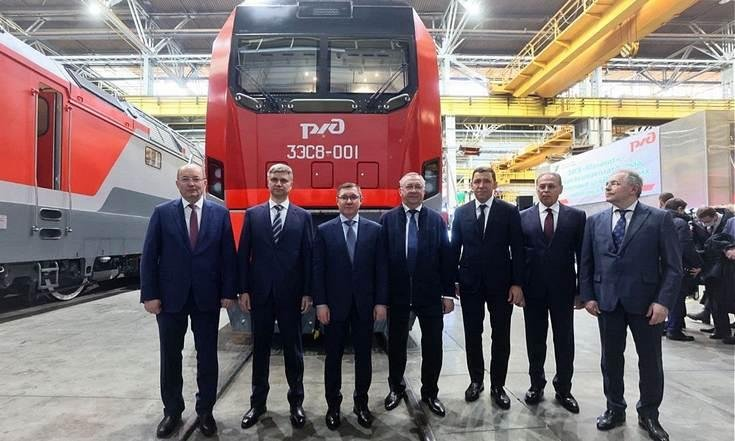
Электровоз 3ЭС8-001 на заводе, вид спереди

В январе 2021 года завод начал опытную сборку узлов будущего локомотива. Одним из первых был собран колёсно-моторный блок (КМБ) — важнейший узел ходовой части локомотива, состоящий из тягового электродвигателя, зубчатой передачи и колёсной пары. При изготовлении тележки локомотива была опробована новая технология, предусматривающая использование роботизированной сварки в ходе 90% процесса. По состоянию на октябрь 2021 года готовность опытного образца достигла 65 %. На завод поступили новые тяговые электродвигатели, кузова прошли окраску и подготовку к монтажу оборудования. Поставщиками комплектующих для локомотива стали более 70 российских предприятий, при этом порядка 70 % новых технических решений были созданы заново. Учитывая значительные изменения в конструкции по сравнению с электровозами семейства ЭС6, дирекцией тяги РЖД новому локомотиву вместо ЭС6А было присвоено обозначение ЭС8. 
Первый опытный электровоз, получивший коммерческое наименование «Малахит», планировалось выпустить в конце 2021 года в двухсекционной компоновке как 2ЭС8, однако в дальнейшем для ускоренной сертификации было также решено построить промежуточную бустерную секцию, сформировав трёхсекционный электровоз 3ЭС8. Локомотив собран преимущественно из комплектующих российского производства, которые составили 94% от их общего числа. В конце февраля 2022 года электровоз был сформирован из двух головных секций и обозначен как 2ЭС8-001, но после достройки и включения в его состав промежуточной бустерной секции было решено переименовать его в 3ЭС8. В конце февраля электровоз 3ЭС8-001 был собран окончательно, а в марте на территории завода состоялась его презентация и началась заводская обкатка. Локомотив с завода получил корпоративную красно-серую окраску ОАО «РЖД» с преобладанием тёмно-серого цвета в нижней части и красного цвета в верхней в зоне кабины и входа на головной секции и середины борта на средней секции (при этом верхняя половина лобовой маски получила чёрный цвет) с разделением светло-серой изогнутой полосой, однако помимо вышеуказанных цветов на верхнюю часть боковых стен было нанесено зелёное изображение малахита в разрезе, а недалеко от входных дверей на красном фоне нанесены стилизованные изображения ящерицы с короной.

#### Перспективы
На базе конструкции электровоза 2ЭС8/3ЭС8 «Малахит» Группа Синара планирует разработать и в дальнейшем начать производство новой линейки электровозов с асинхронным тяговым приводом, различающихся по тягово-скоростным характеристикам, массе и напряжению контактной сети. Планируется выпуск аналогичного электровоза для линий переменного тока 25 кВ 50 Гц и двухсистемного электровоза на 3 и 25 кВ, а также двухсистемного облегчённого ускоренного грузового электровоза для вождения контейнерных поездов с конструкционной скоростью 140 км/ч и сниженной осевой нагрузкой в 23 тс. Планируется, что новая платформа электровозов будет актуальной в течение 15—20 лет.

## Общие сведения

### Назначение
Электровозы 2ЭС8 и 3ЭС8 «Малахит» предназначены для вождения грузовых поездов на железных дорогах колеи 1520 мм, электрифицированных постоянным током напряжением 3 кВ, в условиях умеренного и холодного климата. По мощности они незначительно уступают электровозам 2ЭС10 и 3ЭС10 «Гранит», имея общую длительную мощность тяговых электродвигателей в 8 и 12 МВт против 8,4 и 12,6 МВт соответственно, и могут позиционироваться как альтернатива последним. Также электровоз на треть превосходит по мощности электровозы 2ЭС6 и 3ЭС6 «Синара» соответственно. Электровоз 3ЭС8 в трёхсекционной компоновке рассчитан на вождение грузовых поездов массой 7100 тонн в условиях горного рельефа. Назначенный срок службы электровоза составляет 40 лет.

### Составность
Электровоз 2ЭС8 состоит из двух одинаковых головных секций с кабинами управления, а 3ЭС8 — из двух головных и одной безкабинной промежуточной бустерной секции. Каждая секция имеет полный комплект оборудования, за исключением кабины машиниста у промежуточной секции, благодаря чему возможна самостоятельная эксплуатация одиночной головной секции при условии возможности её разворота на конечных станциях, что однако создаёт машинисту неудобства при манёврах в заднем направлении из-за отсутствия второй кабины. Возможна работа двух сцепленных  электровозов по системе многих единиц, при этом они соединяются лобовыми сторонами разноимённых секций.

### Нумерация и маркировка
Электровозы 2ЭС8 и 3ЭС8 получают трёхзначные номера, начиная с 001, однако пока неизвестно, будет ли их нумерация раздельной или общей. Маркировка с обозначением серии и номера наносится краской на лобовой части кабины электровоза по центру буферным брусом и нижним краем лобового стекла в формате 3ЭС8—XXX или 2ЭС8—XXX, где XXX — номер электровоза. Сверху над обозначением серии и номера по центру размещён логотип оператора, также нарисованный краской. По бокам кабины машиниста на уровне буферных фонарей нанесено коммерческое название серии «МАЛАХИТ» заглавными буквами. На бустерной секции в середине боковой стены также нанесено коммерческое название и крупный  логотип оператора, а маркировка с обозначением серии и номера не указывается. По левому борту каждой секции перед ступеньками входа в кабину на уровне рамы крепится заводская табличка.

### Технические характеристики
Основные технические характеристики электровозов 2ЭС8 и 3ЭС8:
| Параметр                                  | Параметр                             | Модель электровоза  | Модель электровоза  |
| Параметр                                  | Параметр                             | 2ЭС8                | 3ЭС8                |
| Осевая формула                            | Осевая формула                       | 2×(20—20)           | 3×(20—20)           |
| Размеры                                   |                                      |                     |                     |
| Габарит                                   | Габарит                              | 1-Т                 | 1-Т                 |
| Длина, мм                                 | по осям автосцепок                   | 2 × 16 000 (32 000) | 3 × 16 000 (48 000) |
| Размеры ходовой части, мм                 | Полная колёсная база секции          | 11 200              | 11 200              |
| Размеры ходовой части, мм                 | База между центрами тележек          | 8400                | 8400                |
| Размеры ходовой части, мм                 | Колёсная база тележек                | 2800                | 2800                |
| Размеры ходовой части, мм                 | Ширина колеи                         | 1520                | 1520                |
| Размеры ходовой части, мм                 | Минимальный радиус проходимых кривых | 125*10³             | 125*10³             |
| Весовые характеристики                    |                                      |                     |                     |
| Рабочая масса, т                          | Рабочая масса, т                     | 200±2               | 300±3               |
| Нагрузка от оси на рельсы, кН (тс)        | Нагрузка от оси на рельсы, кН (тс)   | 245±5 (25±0,5)      | 245±5 (25±0,5)      |
| Тягово-энергетические характеристики      |                                      |                     |                     |
| Напряжение и род тока в контактной сети   | Номинальное напряжение, кВ           | 3                   | 3                   |
| Напряжение и род тока в контактной сети   | Род тока                             | постоянный          | постоянный          |
| Мощность на валах тяговых двигателей, кВт | в длительном режиме                  | 8000 (8 × 1000)     | 12 000 (12 × 1000)  |
| Сила тяги, кН                             | при трогании с места                 | 733 (2/3 × 366,5)   | 1100 (2/3 × 366,5)  |
| Сила тяги, кН                             | длительного режима                   | 564 (2/3 × 282)     | 847 (2/3 × 282)     |
| Скорость, км/ч                            | длительного режима                   | 50                  | 50                  |
| Скорость, км/ч                            | конструкционная                      | 120                 | 120                 |
| Мощность электрического торможения, кВт   | рекуперативного                      | 6400 (2 × 3200)     | 9600 (3 × 3200)     |
| Мощность электрического торможения, кВт   | реостатного                          | 5600 (2 × 2800)     | 8400 (3 × 2800)     |

## Конструкция
Электровоз 2ЭС8 «Малахит» в значительной степени унаследовал конструктивные особенности электровозов 2ЭС6 «Синара» и 2ЭС10 «Гранит», но имеет существенные отличия от последних. Главным отличием является новый асинхронный тяговый привод с тяговыми преобразователями и тяговыми двигателями российского производства. Также применён цельнонесущий кузов (вместо кузова с главной рамой), укороченный на 1 метр по сравнению с предшественниками; новая форма лобовой части кабины машиниста с противоударной крэш-системой, сходная с электропоездами «Ласточка», и выступающим вперёд буферным брусом; новый пульт управления в кабине машиниста, адаптированный к ведению поезда в одно лицо; новое программное обеспечение с функцией самообучения и автоведения поезда.

### Кузов
Кузов каждой секции электровоза металлический цельнонесущий вагонного типа. У головной секции он имеет одну кабину управления с одной стороны и торцевую стену с межсекционным переходом с противоположной, а у средней секции — две торцевых стены с межсекционными переходами. Длина кузова и база каждой секции электровоза были укорочены на 1 метр по сравнению с предшественниками, составив в длину 16 м и 11,2 м соответственно.
По сравнению с электровозами 2ЭС6, 2ЭС7 и 2ЭС10, имевшими кузов рамного типа, новый кузов 2ЭС8 благодаря несущей конструкции имеет меньший вес и материалоёмкость и одновременно повышенную прочностью на соударения, изгибы и кручения, что положительно влияет на качество передачи и реализации тяговых усилий и увеличивает пассивную безопасность локомотивных бригад при столкновениях, а меньший вес снижает его стоимость и упрощает создание электровозов со сниженной массой каждой секции и осевой нагрузкой. В отличие от электровоза 2ЭС6, у которого кабина была выполнена как отдельный цельнометаллический модуль, устанавливаемый на главной раме перед основной частью кузова, у электровоза 2ЭС8 большая часть кабины, в которой размещается локомотивная бригада, является непосредственной частью основного кузова, а устанавливаемым на раму отдельным модулем является только передняя лобовая маска с небольшими боковинами, изготовленная из полимерных материалов и снабжённая силовым каркасом для повышения безопасности локомотивной бригады, в пределах которой внутри размещён пульт управления. 
Лобовая часть кабины машиниста существенно изменена по сравнению с 2ЭС6: вместо угловатой формы с двумя наклонными передними панелями, сходящимися по середине высоты кабины, она стала вертикальной и немного выпуклой с плавным дугообразным изгибом в верхней части, переходящим в крышу, а также угловыми панелями, повёрнутыми вбок. По конструкции кабина электровоза имеет сходство с кабиной выпускаемых тем же заводом электропоездов «Ласточка», но имеет более плоскую форму. В верхней части лобовой маски расположено лобовое стекло, состоящее из двух половинок, каждая из которых снабжена стеклоочистителем, закреплённым под серединой своего стекла и имеющим парковочное положение с его внешнего края; под лобовым стеклом также расположены три поручня. Над лобовым стеклом по центру расположен светодиодный прожектор прямоугольной формы, утопленный в кузов. Буферные фонари электровоза расположены в нижней части угловых панелей над буферным брусом и утоплены в корпус, каждый из них имеет расположенные друг над другом круглые светодиодные лампы. По центру нижней части лобовой маски имеется три розетки электрических соединений для работы электровоза по СМЕ, прикрытых крышками.
Снизу лобовой части под кабиной на уровне рамы имеется выступающий вперёд буферный брус, конструктивно схожий с аналогом у электровозов 2ЭС5 и ЭП20. Буферный брус снабжён ударопоглощающей крэш-системой, воспринимающей на себя большую часть энергии удара в случае столкновения поезда с препятствием, тем самым защищая основные конструкции кузова и локомотивную бригаду от повреждений. По центру буферного бруса из-под него выступает автосцепка СА-3 и три рукава пневматических магистралей, а по бокам от неё — два буфера, прикрытых декоративными фальш-панелями. По бокам от буферного бруса для подъёма на него имеются по две вырезанные в его корпусе ступеньки, а по бокам лобовой маски имеются вертикальные поручни. Снизу к основанию рамы под автосцепкой на кронштейнах закреплён путеочиститель.
Боковые стены кузова электровоза гладкие и вертикальные и имеют плоскую поверхность обшивки. Кабины машиниста у головных секций по бокам имеют только одиночные прямоугольные окна с форточками в основной части кузова напротив кресла машиниста без зеркал заднего вида, вместо которых позади окон установлены видеокамеры, в то время как в боковинах лобовой маски боковые окна отсутствуют. Позади кабины по обеим сторонам расположены одностворчатые входные двери с овальным окном и двумя рукоятками, схожие с дверями электровоза 2ЭС6 и открываемые поворотом вовнутрь; аналогичные двери на таком же расстоянии от края имеются и у средней секции со стороны одного из торцов. Двери снабжены вертикальными поручнями и ступеньками, две из которых вырезаны в боковине рамы электровоза, а ещё две расположены под ней в виде небольшой лестницы, закреплённой под рамой.
Крыша электровоза имеет плоскую форму по центру с возвышениями над кабиной и в середине секции и боковые наклонные скаты по бокам. Горизонтальная часть крыши служит для размещения токоприёмников и токоведущего оборудования. В боковые скаты встроены жалюзи воздухозаборников и выхлопных решёток, из которых две наиболее крупные, служащие для охлаждения тормозных резисторов, размещены в середине секции.

### Тележки
Каждая секция электровоза имеет две двухосные моторные тележки с двухступенчатым рессорным подвешиванием, опорно-осевой подвеской тяговых электродвигателей и пневматическим колодочным тормозом для каждого колеса с рычажной передачей и двусторонним нажатием тормозных колодок. Конструктивно тележки созданы на основе тележек электровозов 2ЭС6 и 2ЭС10, но при этом существенно доработаны. Основой тележки является её рама, которая имеет коробчатое сечение и состоит из двух продольных балок по краям тележки и двух поперечных — центральной и концевой. Концевые балки расположены со стороны середины секции и имеют скруглённые углы в местах соединения с продольными. Рама изготовлена из специальной марки стали с повышенной устойчивостью к атмосферной коррозии и нагрузкам при движении на высоких скоростях, используемой также для тележек электропоездов «Ласточка». Геометрия рамы по сравнению с предшественниками была изменена ввиду применения колёсно-моторных блоков иной конструкции с более компактными электродвигателями и изменённым способом его крепления, а колёсная база тележек укорочена на 200 мм, став равной 2800 мм.
Во второй ступени рессорного подвешивания кузов опирается на раму каждой тележки через четыре цилиндрические винтовые пружины, размещённые на резино-металлических опорах над центральной поперечной балкой рамы в месте её соединения с продольными балками тележки. Тяговые и тормозные усилия передаются от рамы тележки к кузову при помощи наклонной тяги с шарнирами, соединяющей центр концевой балки с кронштейнами по центральной частью рамы кузова в середине секции. В первой ступени рама тележки опирается на кронштейны букс колёсных пар через восемь цилиндрических винтовых пружин, по две на каждую буксу. Кронштейны букс со стороны середины тележки расположены чуть ниже кронштейнов со стороны её краёв. Для передачи тяговых и тормозных усилий от букс к раме тележки они кроме опорных пружин соединены между собой односторонними трёхточечными поводками, закреплёнными с помощью шарниров и расположенных со стороны середины тележки.
Тележка имеет два колёсно-моторных блока (КМБ), каждый из которых включает тяговый электродвигатель, зубчатую передачу и колёсную пару. Тяговые двигатели имеют опорно-осевое подвешивание и располагаются в пространстве между осью и центральной поперечной балкой тележки. Зубчатая передача у электровоза двухсторонняя, благодаря чему обеспечивается равномерное распределение тяговых усилий по колёсам, компенсация скручивающих колебаний оси колёсной пары, а также снижается стоимость изготовления и сервисного обслуживания тележки. Зубчатые колёса изготовлены из легированной стали 20Х2Н4А с цементацией и расположены симметрично на осях тягового двигателя и колёсной пары возле ходовых колёс и прикрыты защитными кожухами. Ходовые колёса локомотива напрессованы на ось и снабжены бандажами.
Моторно-осевые подшипники имеют разъёмный корпус, что позволяет при расформировании колёсной пары в ходе осмотра и ремонта высвободить подшипники, провести осмотр подшипника, его тел качения, внутреннего и наружного кольца, минимизируя повреждения оси, тем самым продлевая срок службы колёсных пар. Подшипники рассчитаны на 1,8 млн километров пробега, что в полтора раза превышает ресурс подшипников на электровозах 2ЭС6.
Тележки электровоза оборудованы индивидуальным для каждого колеса колодочным пневматическим тормозом с двухсторонним нажатием на колесо гребневых колодок и механической рычажной передачей от тормозных цилиндров к колодкам. На тележке установлены тормозные блоки, позволяющие применять автоматический стояночный тормоз.

### Электрооборудование
Токоведущее высоковольтное оборудование размещено на крыше электровоза. Для токосъёма с контактной сети на каждой головной секции в занижениях крыши над зоной входа и в задней части секции установлено по два токоприёмника в виде полупантографов, направленных изгибом в направлении от кабины к заднему торцу секции. Возле токоприёмников размещены дроссели подавления радиопомех, через которые проходит ток перед подачей в крышевую шину. Для передачи тока от токоприёмников к главному вводу каждой секции и их параллельной связи по центру крыши всех секций проходит токоведущая шина, как и токоприёмники окрашенная в красный цвет. На промежуточной секции токоприёмники отсутствуют — питание на неё подаётся по щине от головных секций. В задней части секции расположен разъединитель и главный ввод. Для визуального контроля состояния токоприёмников машинистом в заднем правом углу крыши каждой головной секции установлена видеокамера.
Основная часть электрооборудования размещена в машинном отделении электровоза. Всё основное тяговое и вспомогательное электрооборудование, включая тяговый преобразователь и преобразователь собственных нужд, дроссель сетевого фильтра и тяговый электродвигатель, было разработано и изготовлено российскими компаниями, преимущественно НПО «Горизонт» и «Тяговые компоненты». 
Тяговые преобразователи служат для преобразования постоянного тока от контактной сети в переменный ток регулируемого напряжения и частоты, подаваемый на тяговые электродвигатели, и имеют возможность поосного регулирования силы тяги. Одним из компонентов системы управления является новый блок управления проскальзыванием с функцией машинного самообучения, который для избежания проскальзывания управляет питанием тяговых двигателей для достижения оптимальных моментов осей колёсных пар и максимальной силы тяги в зависимости от конкретных условий. В российском локомотивостроении это первый опыт интеллектуального управления силой тяги электровоза с функцией самообучения. Кроме тягового преобразователя, на электровозе установлен преобразователь собственных нужд, понижающий входное напряжение и преобразующий постоянный ток в переменный частоты 50 Гц для работы вспомогательных машин (вентиляторов, компрессоров), системы освещения, управления, и прочие потребности локомотива, не касающиеся функции тяги. За счёт использования перспективных систем управления и реализации силы тяги, резервирования цепей тяговых электродвигателей с применением индивидуальных дросселей сетевого фильтра, а также эффективной системы питания собственных нужд, отказоустойчивость электровоза на 25% больше, а удельный расход электроэнергии на 8-10% экономичнее по сравнению с аналогичными локомотивами.
Электровоз оснащён системой рекуперативного и реостатного электрического торможения. В целях экономии энергии предусмотрено автоматическое замещение пневматического торможения электрическим и автоматическое подключение питания преобразователя собственных нужд для вспомогательных машин от энергии тяговых двигателей в режиме выбега.
Электровоз оборудован комплексом электронных систем российского производства, основой которого является микропроцессорная система управления, диагностики и безопасности. В базовую платформу электровоза интегрирован комплекс БЛОК-М, обеспечивающий безопасность движения состава и точное определение его местоположения, оснащённый приёмником и передатчиком сигнала от спутниковой системы ГЛОНАСС. Кроме того, электровоз оснащён радиостанцией стандарта TETRA и GSM. Благодаря объединению функций систем управления и безопасности в одну систему реализована функция автоведения поезда, выбирающая скорость и управляющая тягой и торможением локомотива исходя из обстановки по маршруту следования, снижая влияние человеческого фактора на корректность ведения поезда. Также электровоз оснащён системой САУ-ОП, системой противопожарной сигнализации и системой видеонаблюдения с камерами, установленными вдоль бортов, на крыше и внутри кабины.
На тележках электровоза размещены трёхфазные асинхронные тяговые электродвигатели АТД1000, изготовленные компанией «Русские Электрические Двигатели». Они имеют бескорпусное исполнение с несъёмным магнитопроводом, являющимся частью несущей конструкции двигателя, что упрощает техническое обслуживание электровоза. По сравнению с тяговыми двигателями электровозов 2ЭС6 и 2ЭС10, двигатель АТД1000 имеет значительно меньший вес, за счёт чего повышается плавность хода электровоза, снижается его воздействие на путь и уменьшается износ бандажа колёсной пары, ввиду чего реже требуется замена бандажей и ремонт колёсных пар. Номинальная мощность электродвигателя АТД1000 в длительном режиме составляет 1000 кВт, что незначительно уступает мощности импортного электродвигателя, применяемого на электровозе 2ЭС10, составляющую 1050 кВт.
Для охлаждения тяговых электродвигателей в машинном отделении над тележками установлены четыре мотор-вентилятора (по одному на каждый двигатель). Также имеется два вентилятора для охлаждения преобразователей.
Для подачи сжатого воздуха в напорную магистраль на каждой секции электровоза установлен винтовой компрессорный агрегат АКВ 3,5/1 Л У2 производства Челябинского компрессорного завода, аналогичный применяемым на электровозах 2ЭС10. Компрессорный агрегат включает в себя винтовой блок, воздушный фильтр, впускной клапан, маслоотделитель, сепаратор, масляный фильтр, термостатический клапан, предохранительный клапан, клапан минимального давления, теплообменник и приводной трёхфазный асинхронный электродвигатель мощностью 30 кВт, питающийся напряжением 380В с частотой тока 50 Гц от преобразователя собственных нужд. Передача крутящего момента от электродвигателя на вал компрессора производится через эластичную муфту. Избыточное давление на выходе компрессора составляет 0,98 МПа, объёмная производительность при нормальных условиях — 3,5±0,17 м³.

### Интерьер

#### Кабина машиниста
В передней части головных секций расположена кабина машиниста, рассчитанная на локомотивную бригаду из двух человек — машиниста и его помощника. Стены и потолок кабины имеют отделку молочно-белого цвета. В передней части кабины в зоне лобовой маски установлен пульт управления, напротив которого уже в основной части кузова между боковыми окнами установлены два мягких подрессоренных регулируемых кожаных кресла с подлокотниками для машиниста справа и для помощника машиниста слева. По центру задней стенки расположена входная дверь с небольшим прямоугольным окном, открывающаяся поворотом в направлении машинного отделения, на которой имеется откидное сиденье для машиниста-инструктора или других сопровождающих лиц, а на ней размещены вентиляционные решётки. По бокам от двери в задней стенке имеются шкафы для инструментов, верхней одежды и вещей локомотивной бригады. С левой стороны позади места для помощника машиниста на верхнем уровне имеется шкаф и ниша, в которой размещён холодильник, а под ними на среднем уровне — ниша с микроволновой печью для разогрева пищи.
Кабина оборудована системой поддержания микроклимата. Окна кабины представляют собой герметичные стеклопакеты, боковые окна могут открываться в режиме форточки. Поскольку лобовая маска напротив пульта управления не имеет собственных боковых окон ввиду наличия каркаса пассивной безопасности, а в основной части кузова размещены только одинарные окна, недостатком новой кабины по сравнению с предшественниками стало появление «мёртвых зон» видимости по углам, а контролировать обстановку вдоль бортов позади окна машинист может только с помощью дисплея видеонаблюдения. Все окна снабжены солнцезащитными шторками, опускающимися вниз для предотвращения ослепления локомотивной бригады при ярком солнце. Под боковыми окнами имеются подоконники, на которых имеется несколько кнопок. На потолке кабины установлены небольшие светодиодные светильники, датчики пожарной сигнализации и видеокамеры, одна из которых расположена над лобовым стеклом и направлена на пути перед локомотивом. С помощью видеокамер на электровозе предусмотрена система идентификации машиниста по лицу, что облегчает работу систему учёта.

##### Пульт управления
Пульт управления в кабине машиниста представляет собой столешницу чёрного цвета с приборными панелями, размещённую на трёх тумбах молочно-белого цвета. По конструкции он значительно отличается от пультов управления электровозов 2ЭС6 «Синара» и 2ЭС10 «Гранит» и близок к пульту управления электропоездов ЭС1 и ЭС2Г «Ласточка»: если у предыдущих моделей электровозов рабочие зоны пульта для машиниста (справа) и для помощника машиниста (слева) симметрично поделены пополам и имеют небольшие полукруглые вырезы напротив сидений с почти прямым расположением приборных панелей, то у 2ЭС8, как и у «Ласточки», большую часть пульта занимает рабочая зона машиниста полукруглой формы с правой стороны с увеличенной за счёт изгиба общей длиной приборных панелей и более углублённым вырезом. Благодаря размещению всех основных приборных панелей в зоне доступа машиниста и оснащению локомотива новой микропроцессорной системой управления, диагностики и безопасности электровоз адаптирован к возможности управления одним машинистом без помощника. Предусмотрена программа электронного помощника машиниста и электронный журнал машиниста ТУ-152, а также программа определения параметров жизненного цикла электровоза и система передачи диагностической информации с локомотива в центр обработки данных эксплуатанта. Реализована функция перехода из кабины в кабину без выключения тяговых преобразователей и других электрических систем электровоза.
В верхней наклонной части пульта управления размещены преимущественно дисплеи, приборы контроля и некоторые второстепенные переключатели. В зоне помощника машиниста наклонная панель имеет плоскую форму, на ней  с правой стороны размещены два цифровых индикатора разрешённой и текущей скорости локомотива, справа от них — блок индикации локомотивной сигнализации в виде ламп, дублирующих показания светофора, а под ними два переключателя. С правой стороны зоны помощника машиниста над средней тумбой на верхней панели расположен блок управления системой пожарной безопасности. В полукруглой наклонной части в зоне машиниста расположены четыре дисплея и блок индикации локомотивной сигнализации. Слева направо размещены сенсорный дисплей системы видеонаблюдения (по умолчанию выводятся изображения с бортовых камер заднего вида), дисплей микропроцессорной системы управления и диагностики с отдельными цифровыми клавишами, блок индикации локомотивной сигнализации в виде ламп дублирующих показания светофора по центру панели, дисплей комплекса локомотивной безопасности БЛОК-М (на нём выводится текущая и разрешённая скорость, маршрутная информация, время и давление в тормозной магистрали, уравнительном резервуаре и тормозных цилиндрах) и ещё один дисплей системы управления с клавишами для возможности одновременного просмотра информации, отличной от другого дисплея (обычно параметры тяговых двигателей), справа от которого также имеется переключатель стеклоочистителей и выключатель стеклоомывателя. Ещё правее на продолжении панели находятся три стрелочных манометра пневматической системы: сверху — давление в тормозной магистрали и уравнительном резервуаре, снизу слева под ним — в напорной магистрали, снизу справа — в тормозных цилиндрах. Между манометрами имеется сигнальная лампа обрыва тормозной магистрали. Над нижним правым манометром и ещё правее на полукруглой панели размещена радиостанция с клавиатурой, дисплеем и телефонной трубкой, а справа от неё — выключатель подсветки манометров, кнопка проверки световых индикаторов и разъём для кассеты регистрации машиниста.
На горизонтальной части пульта машиниста расположены основные приборы управления и большинство кнопок и переключателей основных и некоторых второстепенных систем. В зоне помощника машиниста на основной панели слева размещена кнопка рукоятки бдительности (коричневая) и пять других кнопок, дублирующих функции машиниста (например жёлтые кнопки тифона и свистка), по центру находится трубка радиостанции, а справа — пустое пространство для маршрутных и путевых листов с креплением спереди. На выступающей вперёд панели над средней тумбой в правой части зоны помощника машиниста слева и по центру в три ряда расположены кнопки: в верхнем — поворотные регуляторы температуры в салоне и вентилятора салона и кнопка аварийного освещения кабины; в среднем — кнопка включения кондиционера, поворотные переключатели отопления и освещения кабины; в нижнем — выключатели обогрева ниши для ног машиниста и стёкол и подсветки ходовой части. С правой стороны панели напротив верхнего и среднего рядов находится красная кнопка экстренного торможения, а под ней — два поворотных переключателя левого и правого буферных фонарей.
В полукруглой зоне машиниста имеется три приборных панели, при этом центральная панель занижена относительно прочих и образует углубление. На левой панели вдоль её левого края расположены выключатели компрессора и вентиляторов тяговых двигателей и переключатель прожектора, в середине впереди расположен переключатель быстродействующего выключателя (БВ) и два переключателя положения токоприёмников, а справа впереди находятся две кнопки задатчика скорости (+ и -) и переключатель, а за ними — рукоятка контроллера управления тягой с контролем фиксации выключенного положения, поворачивающаяся в вертикальной плоскости и имеющая тяговые (при сдвижении вперёд), нейтральную (вертикальную) и тормозные (при сдвижении назад) положения. Центральная панель по большей части имеет место для маршрутных и путевых листов с креплением впереди, перед которым расположены два переключателя и кнопка вызова помощника. На правой передней панели в зоне машиниста с левой стороны впереди расположена клавиатура комплекса локомотивной безопасности, позади неё ближе к машинисту — кнопки подачи песка (белая), отпуска тормозов (чёрная), тифона и свистка (жёлтые). Справа от них в центре панели находится рукоятка дистанционного крана управления основным пневматическим поездным тормозом, поворачиваемая вперёд и назад в вертикальной плоскости. Возле правого края панели находится ещё три кнопки управления тормозами. Под ними по правую руку от машиниста имеется ещё одна панель, на которой расположена рукоятка вспомогательного локомотивного тормоза, также поворачиваемая в вертикальной плоскости. Сбоку правой тумбы имеется резервная рукоятка тормозного крана, которая имеет три положения: отпуск, перекрыша и тормоз. Над правым дисплеем сверху имеется выступающая под наклоном над верхней столешницей панель с кнопкой рукоятки бдительности машиниста, аналогичная кнопка также расположена внизу под столешницей пульта с правой стороны.

#### Машинное отделение
Позади кабины машиниста за перегородкой расположено машинное отделение, служащее для размещения электрооборудования и занимающее большую часть внутреннего пространства секции электровоза. Проход в машинном отделении выполнен по центру и снабжён металлическим настилом. Сверху над проходом имеются две линии, между которыми размещены лампы рабочего освещения с изогнутой поверхностью и прямоугольным сечением в горизонтальной плоскости. В торцевых частях секций расположены открывающиеся поворотом вовнутрь торцевые двери с овальными окнами, за которыми находится межсекционный переход с негерметичными резиновыми суфле баллонного типа и металлическими переходными площадками. Стены машинного отделения металлические и выкрашены в серый цвет.
Оборудование размещено по бокам от центрального прохода и имеет блочно-модульную компоновку, значительная его часть размещена в специальных закрывающихся шкафах. Шкафы тяговых преобразователей размещены в середине машинного отделения, при этом левый шкаф расположен чуть впереди относительно правого. Оба шкафа снабжены поворотными входными дверцами. Позади левого и перед правым блоком установлены вентиляторы для охлаждения тяговых преобразователей. Мотор-вентиляторы для охлаждения тяговых двигателей передней тележки расположены по углам зоны входа (в переднем левом и заднем правом), а задней — за шкафами преобразователей, при этом вентиляторы по левому борту расположены впереди относительно вентиляторов по правому борту. Позади зоны входа со стороны левого борта установлен шкаф низковольтной аппаратуры. В задней части секции вдоль левого борта установлен компрессорный агрегат, за которым в углу вдоль стенки установлена пневматическая панель, а на торцевой стенке возле неё имеется вертикальная лестница с люком для выхода на крышу. Напротив компрессора по правому борту расположен шкаф быстродействующего выключателя. Отдельный высоковольтный шкаф, который был установлен перед ним на электровозах 2ЭС10, был исключён из конструкции.

## Эксплуатация
По состоянию на июнь 2025 года опытный 3ЭС8-001 приписан ТЧ-22 (Бабаево) Октябрьской железной дороги (ОЖД), 2ЭС8 с номерами 501 и 502 принадлежат ПО «Апатит» (Кировскому филиалу АО «Апатит»).

### Испытания
В начале апреля 2022 года электровоз 3ЭС8-001 поступил на экспериментальное кольцо ВНИИЖТ в Щербинке (Московская железная дорога), где начал проходить испытания и в течение месяца совершил пробный пробег длиной 5000 км. За это время была проведена оценка электромагнитной совместимости и работы его оборудования, а также предварительные тормозные испытания. Обкатка локомотива на кольце проводились как в одиночку, так и с грузовым составом весом более 5600 тонн  на скоростях до 120 км/ч. В начале мая были начаты приёмочные и сертификационные испытания «Малахита», которые планируется завершить в сентябре 2022 года. Часть из них для комплексного исследования по воздействию электровоза на путь планируется помимо кольца провести на участке Белореченская – Майкоп Северо-Кавказской железной дороги, где имеются стрелочные переводы для пропуска скоростных и тяжеловесных поездов и измерительная аппаратура.